# チャールズ・エイヤーズ
チャールズ・エイヤーズ（Charles Joshua Ayres、1977年9月21日 - ）は、アメリカ合衆国・カンザスシティ出身の日本で活動するタレント。 モデル、ナレーター、ラジオパーソナリティ、俳優、翻訳家、英会話講師としても活動。

## プロフィール
地元の高校を卒業後、ジョージ・ワシントン大学、コロンビア大学（東アジア研究にて学士号）を卒業。その後来日し上智大学大学院（比較文化・アジア研究にて修士号）を修了した。日本語能力試験1級。

### 来歴
米国カンザス・シーティー（ミズーリ州）生まれ。4歳の頃からカンザス・シティーの郊外であるオーバーランド・パーク（カンザス州）で育つ。父親は環境に優しい製品の企業家で母親はアメリカの政府に勤務。11歳の頃から地元の芝居に出演、カンザス・シティー在住の日系通訳専門のワグナー・ミヨ先生の下で日本語を勉強しはじめる。15歳の時に初来日し、姉妹都市のプログラムでカンザス・シティーの姉妹都市である岡山県倉敷市を訪問する。
コロンビア大学で勉強した頃は三宅一生のニュー・ヨーク事務所でインターンとして働き、コロンビア大学の有名な教授ドナルド・キーンの下で勉強。大学3年時には京都日本研究センター（KCJS)に留学。
コロンビア大学卒業後、三菱信託山室奨学財団の奨学金を獲得し、上智大学院に入学。大学院では日本の音楽界について研究し、ラジオ制作会社に所属して、インターFM、TOKYO FMとJ-WAVEでADとして勤める。
2003年に大学を卒業して、2004年の9月からラジオ日本で「チャールズの外人ダッテ演歌デショウ!?」のパーソナリティーになる。外国人の視点から演歌を見る番組で、毎週ゲストを迎えて、氷川きよし、石川さゆり、五木ひろしのような伝説的な歌手から若手と新人歌手を含めてゲストの数は100人を超える。今までのゲスト：大川栄策、長山洋子、北山たけし、キム・ヨンジャ、三笠優子、坂本冬美、北川大介、他。
2005年から2006年の4月にかけてTOKYO FMの「ライド・オン・サタディー：カマサミ・コング・ショー」の専属通訳アシスタントとして勤めて、オリビア・ニュートン＝ジョン、プッシーキャット・ドールズ、ニーヨ、エイコン等のアーティスト通訳を担当する。
2006年4月から2008年12月にかけてTOKYO MXの情報バラエティー番組「5時に夢中!」のリポーターを務める。

## 出演番組
- つるの剛士のBPR5000（TOKYO FM、2005年1月、2005年3月）ゲスト出演。
- 5時に夢中! （TOKYO MX、2006年4月 - 2008年12月）
- チャールズの外人ダッテ演歌デショ? （ラジオ日本）
- 笑ってE-じゃん! （ラジオ日本）
- 朝はビタミン! （テレビ東京） - 「ビタミンTOPICS」コーナーにて浅沼コリンの代理出演。
- 笑っていいとも!（フジテレビ）- 2009年8月 - 、木曜日「知ってるようで知らない日本語」コーナーに出演。